# Швецинген
Швецинген (њем. Schwetzingen) град је у њемачкој савезној држави Баден-Виртемберг. Једно је од 54 општинска средишта округа Рајн-Некар. Према процјени из 2010. у граду је живјело 21.952 становника. Посједује регионалну шифру (AGS) 8226084.

## Географски и демографски подаци
Швецинген се налази у савезној држави Баден-Виртемберг у округу Рајн-Некар. Град се налази на надморској висини од 101 метра. Површина општине износи 21,6 km². У самом граду је, према процјени из 2010. године, живјело 21.952 становника. Просјечна густина становништва износи 1.015 становника/km².